# IC 912
IC 912 ist eine Galaxie vom Hubble-Typ S im Sternbild Bärenhüter am Nordsternhimmel. Gemeinsam mit IC 911 bildet sie ein gravitativ gebundenes Galaxienpaar. 

Im selben Himmelsareal befinden sich u. a. die Galaxien IC 906, IC 910, IC 913, IC 914.
Das Objekt wurde am 17. Juni 1892 vom französischen Astronomen Stéphane Javelle entdeckt.